# متنزه أمهيرست الحكومي
متنزه أمهيرست الحكومي، هو متنزه حكومي مساحتها 80 وكرا (0.32 كيلومتر مربع) في مقاطعة إيري، نيويورك، الولايات المتحدة. تقع الحديقة شمال شرق بوفالو، جزئيًا في قرية ويليامزفيل مع التوازن الموجود في بلدة أمهيرست. تدار الحديقة من قبل بلدة أمهيرست بموجب اتفاقية مع مكتب ولاية نيويورك للمتنزهات والترفيه والمحافظة التاريخية .

## تاريخ
كان العقار الذي يستضيف المتنزه الآن جزءًا من دير القديسة ماري للملائكة، الذي تديره راهبات القديس فرنسيس في ذلك الموقع منذ عام 1923. تم عرض الدير للبيع في عام 1999
تم شراء العقار من قبل بلدة أمهيرست وولاية نيويورك في يناير 2000 ، بعد أن قام كلا الكيانين بتقسيم سعر 5 ملايين دولار بالتساوي لشراء الدير السابق والمنطقة المحيطة به. تمتلك ولاية نيويورك 77 فدانًا (0.31 كيلومتر مربع) من العقار بينما تمتلك بلدة أمهيرست الثلاثة أفدنة المتبقية (1.2 هكتار) من أراضي المنتزه. بموجب اتفاقية مع الدولة، تكون المدينة مسؤولة عن إدارة الممتلكات لغرض الحفظ وإتاحة مساحة للترفيه السلبي.
تم إدراج مجمع «بيت الأم» للدير في السجل الوطني للأماكن التاريخية في عام 2002. تمت الموافقة على البيع من قبل المدينة في نوفمبر 2002 ، بهدف السماح بتطوير مرفق سكني كبير من 102 وحدة للمسنين لم يتم تضمينه في الحديقة. تم افتتاح المنشأة في عام 2004.
كانت المنطقة تسمى سابقًا «ويليامزفيل جلين». [بحاجة لمصدر] [اقتباس مطلوب]

## المرافق
يقع متنزه أمهيرست الحكومي بجوار إلكوت كريك ، ويتميز بمسارات طبيعية ومسارات لركوب الدراجات مفتوحة لعامة الناس. يُسمح بإدخال الكلاب، ولكن يجب أن تبقى مقيدة في جميع الأوقات. تقع نقطة الوصول الرئيسية في شارع مطحنة ٤٠٠ في وليامزفيل.

## روابط خارجية
- الموقع الرسمي